# Kandamkunnu
Kandamkunnu es una ciudad censal situada en el distrito de Kannur en el estado de Kerala (India). Su población es de 16025 habitantes (2011).

## Demografía
Según el censo de 2011 la población de Kandamkunnu era de 16025 habitantes, de los cuales 7552 eran hombres y 8473 eran mujeres. Kandamkunnu tiene una tasa media de alfabetización del 95,44%, inferior a la media estatal del 94%: la alfabetización masculina es del 97,75%, y la alfabetización femenina del 93,44%.